# Lupettiana bimini
Espèce
Lupettiana bimini est une espèce d'araignées aranéomorphes de la famille des Anyphaenidae.

## Distribution
Cette espèce est endémique des îles Bimini aux Bahamas,.

## Description
Le mâle holotype mesure 3,30 mm et la femelle paratype 4,20 mm, les mâles mesurent de 3,10 à 3,50 mm et les femelles de 3,30 à 4,20 mm.

## Étymologie
Son nom d'espèce lui a été donné en référence au lieu de sa découverte, les îles Bimini.

## Publication originale
- Brescovit, 1999 : Revisão das aranhas do gênero Lupettiana Brescovit (Araneae, Anyphaenidae, Anyphaeninae). Revista Brasileira de Zoologia, vol. 16, supl. 2, p. 63-76 (texte intégral).